# 康復大学
康復大学（リハビリテーション大学）とは中華人民共和国山東省青島市にある公立医療大学である。医学とリハビリテーションを中心に専攻や研究所を設置し、臨床医学とリハビリテーション学の学位を提供する。３つの付属病院を持つ。